# Precision Time Protocol
Il Precision Time Protocol, in sigla PTP, è un protocollo di livello applicativo utilizzato per la sincronizzazione di dispositivi industriali o di strumentazione di laboratorio all'interno di una rete a commutazione di pacchetto, quindi con tempi di latenza variabili ed inaffidabili.
Rispetto al protocollo Network Time Protocol, permette di ottenere una precisione di sincronizzazione maggiore (inferiore al microsecondo), utilizzando componenti hardware dedicati in reti locali (LAN).

## Descrizione
La caratteristica del PTP è quella di introdurre una marca temporale, a livello fisico, su tutti i pacchetti consentendo una distribuzione molto precisa dell'informazione relativa a data e ora, che viene ulteriormente corretta (dove serve) per tenere conto anche dei ritardi introdotti per esempio dall'elaborazione e transito attraverso nodi di rete intermedi in modo da garantire che il tempo di rete sia uguale e coerente ovunque entro limiti di precisione molto stringenti. Il protocollo, per poter funzionare al meglio, richiede anche che la rete sia sincronizzata su un riferimento in frequenza comune, utilizzando per questo scopo protocolli specifici come ad esempio la Synchronous Ethernet.

## Applicazioni
Il protocollo trova larghissimo impiego in applicazioni di broadcasting, rete elettrica, smart grid e telecomunicazioni e viene richiesto sempre di più nell'ambito della finanza e del high-frequency trading in seguito alla normativa europea (Direttiva dell'Unione europea 2004/39/CE), entrata in vigore dal 3 gennaio 2018, che regolamenta e disciplina i mercati finanziari all'interno dell'Unione Europea e richiede una precisione di 100 µs. 